# Carl Lagerberg (1859–1922)
Sven Carl Pontus Lagerberg, född 16 september 1859 i Karlskrona, död 8 juli 1922 i Göteborg, var en svensk museiman.
Carl Lagerberg var son till Otto Lagerberg. Han mogenhetsexamen i Karlskrona 1879 och inskrevs därefter vid Krigsskolan på Karlberg. På grund av sjuklighet tvingades han dock lämna militärbanan. Lagerberg anställdes vid flottans civilstat och deltog som förvaltare i ett par expeditioner. 1886 blev han amanuens vid Göteborgs museum, 1887 intendent för museets myntkabinett, 1889 museets ombudsman och 1892 intendent för Göteborgs museums historiska avdelning.
Lagerberg blev kammarjunkare 1887 och kammarherre 1895. Han har bland annat utgett Ätterna Lagerberg (1894), Lars Johnsson Lagerbergs descendenter (1915), Göteborgsskildringar som Göteborg i äldre och nyare tid (1902, en omarbetad upplaga utgavs 1923 tillsammans med O Thulin under titeln Göteborg under 300 år samt museikataloger.
Carl Lagerberg var gift med Jenni Lagerberg (1867–1958), född Heyman, och i äktenskapet far till Joen Lagerberg. Carl Lagerberg är begravd på Galärvarvskyrkogården i Stockholm.

## Utmärkelser
- Konung Oscar II:s jubileumsminnestecken, 1897.[2]
- Riddare av Nordstjärneorden, 1907.[3]
- Riddare av första klassen av Vasaorden, 1897.[4]
- Kommendör av andra graden av Danska Dannebrogorden, senast 1915.[2]
- Riddare av tredje klassen av Waldeckska Förtjänstorden, senast 1915.[2]